# Cécile Rigaux
Cécile "Cilou" Rigaux (Nogent-sur-Marne, 20 april 1969) is een voormalig beachvolleyballer uit Frankrijk. Ze nam eenmaal deel aan de Olympische Spelen en won een zilveren medaille bij de Europese kampioenschappen.

## Carrière
Rigaux debuteerde in 1996 met Arcadia Berjonneau in de FIVB World Tour bij het toernooi van Jakarta. In 1997 nam ze met Marie Tari deel aan de kwalificaties voor de wereldkampioenschappen in Los Angeles. Van 1998 tot en met 2000 vormde Rigaux een team met Anabelle Prawerman. Tijdens hun eerste seizoen namen ze deel aan acht toernooien waarbij ze niet verder kwamen dan drie zeventiende plaatsen. Het jaar daarop waren ze actief op zes reguliere toernooien in de World Tour met twee dertiende plaatsen (Acapulco en Espinho) als beste resultaat. Bij de WK in eigen land verloren ze in de tweede ronde van de Amerikaansen Annett Davis en Jenny Johnson Jordan, waarna ze in de herkansing werden uitgeschakeld door het Griekse tweetal Vasso Karadassiou en Effrosyni Sfyri. Bij de EK in Palma wonnen ze de zilveren medaille achter Laura Bruschini en Annamaria Solazzi uit Italië.
In 2000 namen ze deel aan tien FIVB-toernooien met een negende plek in Espinho als beste resultaat. Bij de EK in Getxo verloren ze in de vierde ronde van de Duitsen Jana Vollmer en Danja Müsch en in de herkansing van de Nederlandse zussen Debora Schoon-Kadijk en Rebekka Kadijk, waardoor ze op een gedeelde vijfde plaats eindigden. In september deden Rigaux en Prawerman mee aan de Olympische Spelen in Sydney. Ze strandden in de achtste finale tegen het Australische duo Tania Gooley en Pauline Manser. Na afloop van de Spelen beëindigde Rigaux haar internationale beachvolleybalcarrière. In 2010 deed ze met Marion Castelli nog mee aan de Marseille Open.

## Palmares
Kampioenschappen
- 1999:  EK
- 2000: 9e OS